# Caminho de Ferro de Luanda (empresa)
Empresa do Caminho de Ferro de Luanda-E.P. (ECFL-EP), mais conhecia somente como Caminho de Ferro de Luanda, é uma empresa pública de administração indireta angolana, responsável pela operação dos serviços de carga e de passageiros no Caminho de Ferro de Luanda e Ramal do Dondo, servindo 30 estações localizadas em cinco províncias: Cuanza Norte, Malanje, Bengo, Ícolo e Bengo e Luanda.
É, ainda, responsável pelos serviços suburbanos na capital de Angola, Luanda, onde liga a estação central à de Catete. Os serviços de médio e de longo curso destinam-se ao Dondo e a Malanje, respectivamente. Liga ao Porto de Luanda, e futuramente servirá também o Aeroporto Internacional Dr. António Agostinho Neto, através de um ramal actualmente em construção.

## Historial
A empresa descende de duas companhias ferroviárias distintas, sendo a mais antiga a "Companhia do Caminho de Ferro Através de África" (CCFAA), formada pelo empresário português Alexandre Peres em 1885. A outra companhia, estatal, se chamava "Companhia dos Caminhos de Ferro de Ambaca–Malanje" (CCFAM), e foi formada em 13 de novembro de 1902.
Desacordos entre a estatal portuguesa CCFAM (controladora do trecho Lucala-Malanje) e a CCFAA — com esta última solicitando mais aporte financeiro da nação para manutenção do trecho Luanda–Lucala —, fizeram com que a operação dos trechos fosse totalmente independente.
Quando Portugal se viu obrigado a fazer o primeiro resgate financeiro da CCFAA, evitando sua falência total, a empresa privada passou por intervenção estatal. A questão só foi resolvida no Estado Novo, com a nacionalização da CCFAA, em 1938, onde também ocorreu a fusão desta com a CCFAM, formando a "Companhia dos Caminhos de Ferro de Luanda" (CCFL).
A empresa permaneceu na posse do Estado português até a independência angolana, quando foi expropriada e nacionalizada em favor de Angola. Em virtude da Guerra Civil, a empresa praticamente faliu, pois não conseguia operar o Caminho de Ferro de Luanda.
Em 2001 a CCFL passou por um processo de recapitalização para que pudesse participar da reforma e operação da ferrovia.

## Serviços
| Serviço     | Terminais           | Comprimento | Estações | Duração |
| ----------- | ------------------- | ----------- | -------- | ------- |
| Suburbano   | Bungo ↔ Catete      | 64 km       | 14       | 2:01    |
| Médio Curso | Musseques ↔ Dondo   | 181 km      | 14       | 3:28    |
| Longo Curso | Musseques ↔ Malanje | 414 km      | 24       | 11:44   |